# West-Bunthalskolibri
Der West-Bunthalskolibri oder auch Westlicher Bunthalskolibri (Schistes albogularis) ist eine Vogelart aus der Familie der Kolibris (Trochilidae). Die Art hat ein Verbreitungsgebiet, das die südamerikanischen Länder Kolumbien und Ecuador umfasst. Der Bestand wird von der IUCN als „nicht gefährdet“ (least concern) eingeschätzt.

## Merkmale

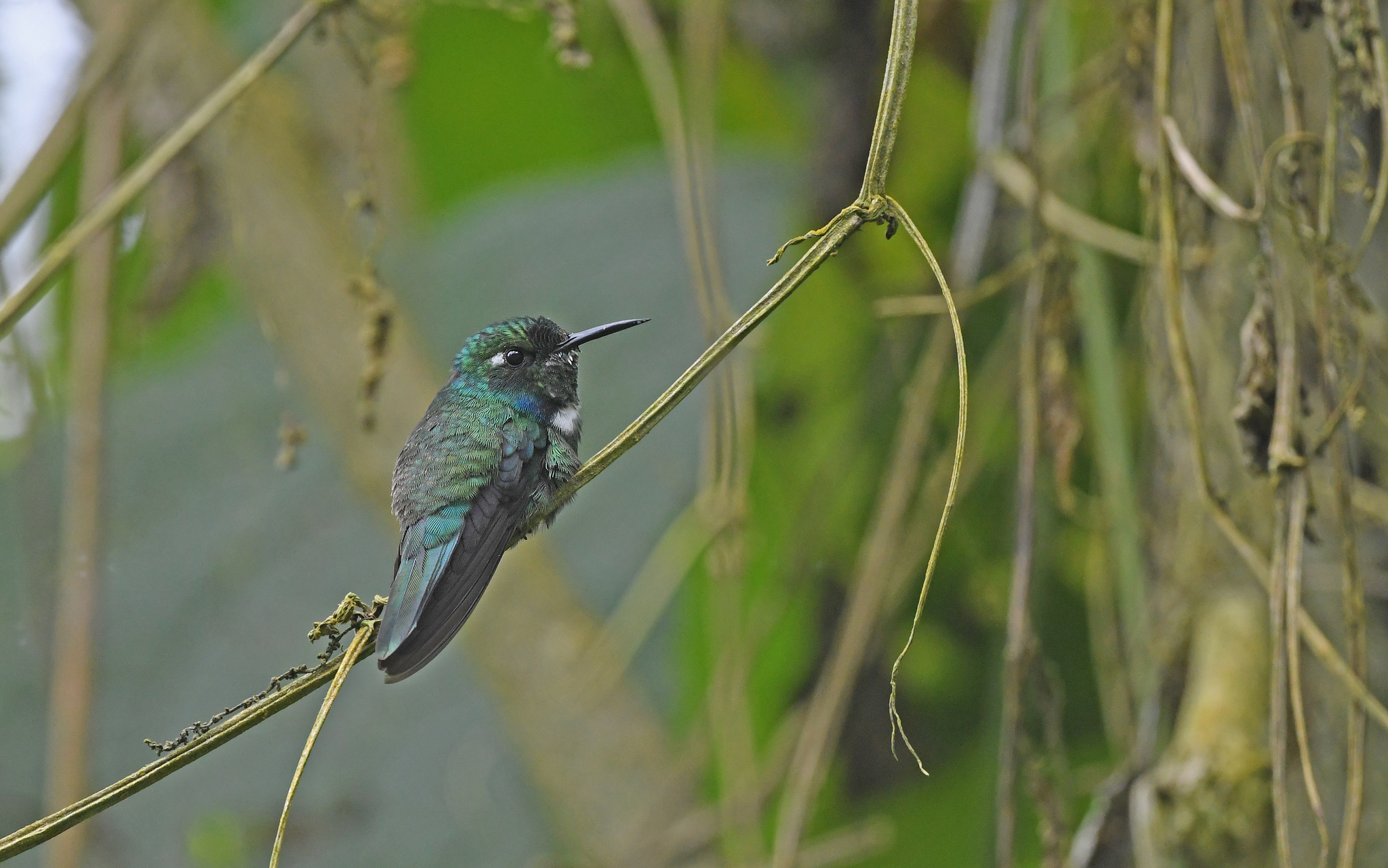
West-Bunthalskolibri ♂

Der West-Bunthalskolibri erreicht eine Körperlänge von etwa 8,6 bis 9,3 cm bei einem Gewicht von ca. 3,5 bis 4,1 g. Der relativ kurze Schnabel ist bis zu 15 Millimeter lang. Bei Männchen ist die Oberseite leuchtend grün. Der hintere Teil des Rückens und die Oberschwanzdecken sind dunkelgrün. Hinter dem Auge befindet sich ein nur kleiner weißer Fleck. Die Kehle ist ebenfalls leuchtend grün. Im Gegensatz zum früher als konspezifisch betrachteten Ost-Bunthalskolibri ist der seitliche Kehlflecken mehr violett-blau und größer und zieht sich sogar bis zum vorderen Oberkopf. Ein weißes Brustband erstreckt sich ohne Unterbrechung über die Brust. Die Ohrdecken sind schwärzlich. Der Unterbauch ist flaschengrün. Die abgerundeten Unterschwanzdecken glänzen bronzegrün und weisen keine weißen Schwanzspitzen auf. Das ähnliche Weibchen hat eine ganz weiße Kehle. Der Schnabel ist etwas länger. Das Glitzern am vorderen Oberkopf fehlt. Der Fleck an der Seite der Kehle wirkt hauptsächlich blau.

## Verhalten und Ernährung
Ähnlich wie der Ost-Bunthalskolibri ernährt sich der West-Bunthalskolibri wahrscheinlich vom Nektar von blühendem Gestrüpp, Ranken und kleineren Bäumen, wie beispielsweise Centropogon, Fuschia, Psammisia, Cavendishia, Palicourea oder Besleria. Insekten werden von ihm in der Luft gefangen, gelegentlich aber auch von der Pflanzenoberfläche gesammelt. Sein Futter findet er in niedriger bis mittlerer Straten in dichter Vegetation. Weitere Forschungen zu diesem Thema scheinen erforderlich zu sein.

## Lautäußerungen
Der Gesang des West-Bunthalskolibri besteht aus einer Reihe von zwei verschiedenen hohen Tönen, die in einem unregelmäßigen Rhythmus wiederholt werden. Diese klingen wie tsit...sit...tsit...sit....

## Fortpflanzung
Die Brutbiologie des West-Bunthalskolibri ist bisher nicht erforscht.

## Verbreitung und Lebensraum

Verbreitungsgebiet des West-Bunthalskolibris (grün)

Der West-Bunthalskolibri bewegt sich in dichten Nebelwäldern und an Waldrändern, oft in der Nähe von Bächen in Höhenlagen von 800 bis 2000 Metern. In den westlichen Anden Kolumbiens ist er am zahlreichsten in den Höhenlagen von 1500 bis 2000 Metern anzutreffen. Sein Verbreitungsgebiet erstreckt sich über die Westanden und Westhänge der Zentralanden Kolumbiens bis ins westliche Ecuador. In Ecuador kommt er im nördlichen Teil der Imbabura über Carchi vor, in Kolumbien vom Departamento del Chocó bis ins Departamento de Nariño.

## Migration
Der West-Bunthalskolibri gilt als Standvogel mit einigen Höhenwanderungen nach der Brutzeit.

## Unterarten
Die Art gilt als monotypisch. Lange wurde der West-Bunthalskolibri als Unterart des Ost-Bunthalskolibri als Schistes geoffroyi albogularis geführt, doch gab ihm das South American Classification Committee basierend auf deutlichen Unterschieden in der Färbung und dem Gesang den Artstatus zurück.

## Etymologie und Forschungsgeschichte
Die Erstbeschreibung des West-Bunthalskolibris erfolgte 1852 durch John Gould unter dem Namen Schistes albogularis. Mit der Art führte er die neue Gattung Schistes ein. Das Typusexemplar stammte aus Quito. Das Wort Schistes leitet sich vom griechischen Wort σχιζω schizō für „spalten, teilen“ ab. Der Artname albogularis ist ein lateinisches Wortgebilde aus albus für „weiß“ und -gularis, gula für „-kehlig, Kehle“.